# Coranderrk

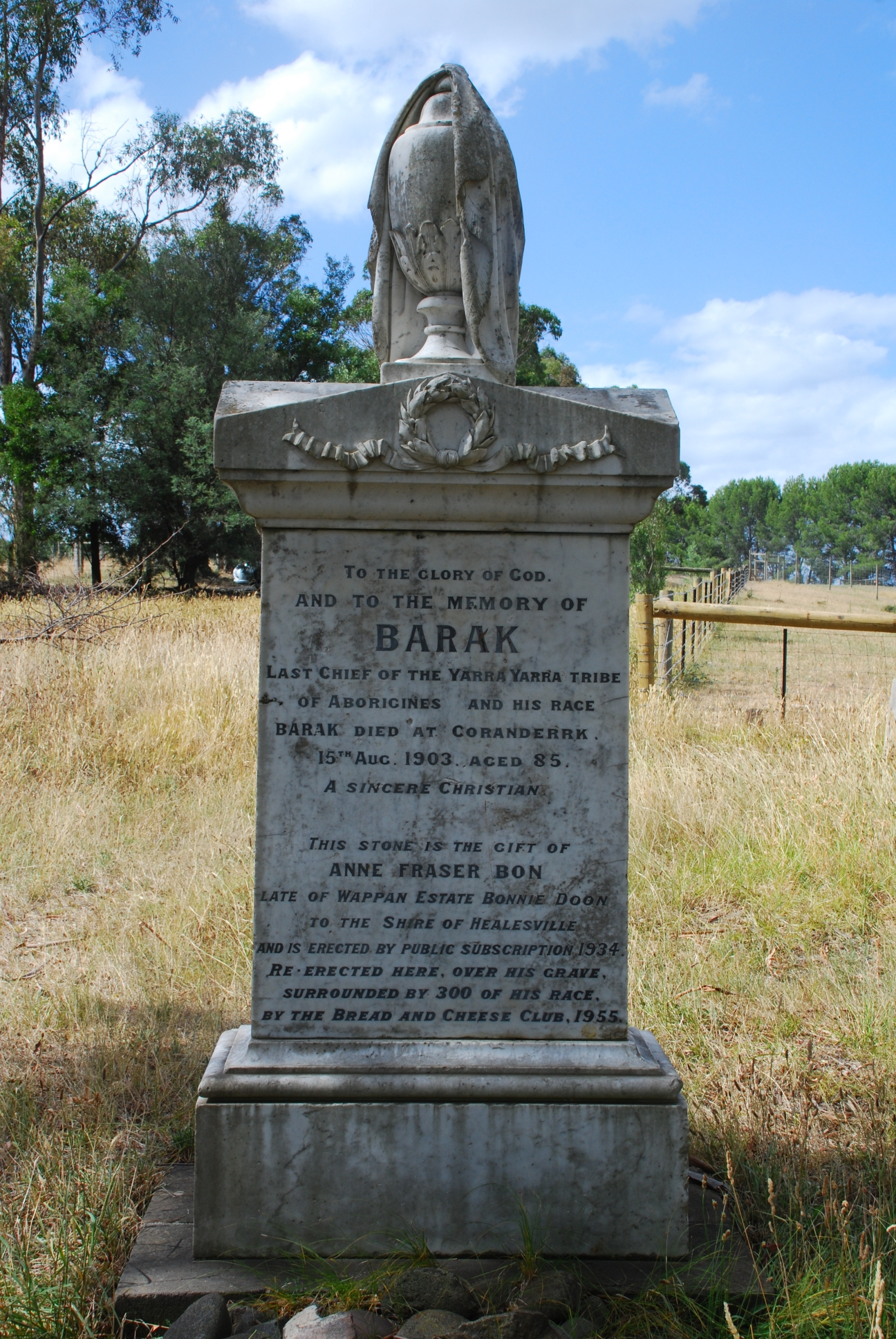
Das Grabmal von William Barak auf dem Coranderrk Cemetery

Coranderrk war eine Aborigines-Missionsstation, die für die Wurundjeri Unterkunft zur Verfügung stellte, nachdem sie nach der Ankunft der europäischen Siedler in Victoria enteignet worden waren. Die Mission wurde 1924 geschlossen und die meisten Bewohner gingen zur Lake Tyer-Mission. Fünf ältere Aborigines blieben bis zu ihrem Tode dort zurück. James Wandin, ein späterer Ngurungaeta (Stammesführer), war die letzte Person, die in der Coranderrk Station 1933 im Haus seiner Großmutter, Jemima Wandin, geboren wurde.

## Besiedlung
Im Februar 1859 wandten sich einige Stammesführer der Wurundjeri, geführt von Simon Wonga an den Protector of Aborigines William Thomas, um Land für die Kulin an der Station am Acheron River und Goulburn River zu erhalten. Die erste Reaktion der Regierung von Victoria war positiv, allerdings mussten sie sich nach Intervention von Hugh Glass, einem Großgrundbesitzer, zu einem Platz an der Mohican Station begeben, der als landwirtschaftlich nutzbares Land ungeeignet war, so dass sie ihn letztendlich wieder verließen.
Im März 1863, drei Jahre nach diesem Ereignis, führten die überlebenden Führer, unter ihnen Simon Wonga und William Barak, 40 Wurundjeri-, Taungurong- (vom Goulburn River) und Bunurong-Aborigines über die Black Spur – heute eine Straße zwischen Healesville und Marysville – an ihren traditionellen Lagerplatz am Badger Creek nahe Healesville und beanspruchten das Eigentumsrecht an diesem Platz. Sie waren bestrebt, dass ihnen das Land offiziell übergeben wurde, sodass sie sich dort legal niederlassen konnten. Ein Gebiet von 9,6 km² wurde am 30. Juni 1863 übergeben und nach ihren Vorstellungen Coranderrk benannt. Dies ist der Name des Christmas Bush (Prostanthera lasianthos), einer weißblühende Sommerpflanze, die in diesem Gebiet wächst.
Die Coranderrk Station entwickelte sich innerhalb weniger Jahre zu einem erfolgreichen Unternehmen der Aborigines, die Weizen, Hopfen und Handwerksprodukte für den wachsenden Markt von Melbourne herstellten und verkauften. Die Produkte der Farm gewannen den ersten Preis auf der Melbourne International Exhibition von 1872.
Um 1874 versuchte das Aboriginal Protection Board die Existenz und den landwirtschaftlichen Erfolg von Coranderrk zu untergraben, indem es Aborigines deportierte. Die weiße Bevölkerung wollte auch, dass die Mission geschlossen wird, weil dieses Land „zu wertvoll“ für die Aborigines sei.
1877 wurde eine Royal Commission und 1881 eine Parlamentarische Untersuchung gebildet und auf diese Initiative entstand der Aborigines Protection Act im Jahre 1886. Dies bedeutete, dass die half-castes under the age of 35 (deutsch: Halbblut unter einem Alter von 35) den Ort zu verlassen hatten und damit ungefähr 60 Einwohner Coranderrk in der wirtschaftlichen Depression der 1890er Jahre gehen mussten. Dies hatte zur Folge, dass Coranderrk zu einem nicht mehr überlebensfähigen Unternehmen wurde, da nur noch 15 arbeitsfähige Männer zur Bewirtschaftung des erfolgreichen Hopfengartens einsatzfähig waren. Bereits die Hälfte des Landes wurde 1893 nicht mehr bewirtschaftet und als 1924 die Anordnung zur Schließung der Aborigines-Station kam, gab es zwar Proteste von Wurundjeri-Aborigines, die als Soldaten im Ersten Weltkrieg kämpften, die nichts bewirkten.

## Nach der Schließung
Im Jahre 1920 pachtete, Sir Colin MacKenzie, ein führender Medizin-Forscher, 0,32 Quadratkilometer von der Aboriginal Protection Board und begann mit seiner Arbeit der Untersuchung australischer Fauna. Dies war der Grund, warum Healesville Sanctuary entstand. Coranderrk blieb vermutlich ungenutzt und im Jahre 1950 wurde das Land in das Soldaten-Ansiedlungsprogramm aufgenommen.
Viele Aborigines wurden nach Lake Tyers in Gippsland deportiert, aber zahlreiche Familien der Aborigines blieben im Upper Yarra und in der Healesville Aera. Im März 1998 wurde ein Teil der Coranderrk-Aboriginal-Station in die Wurundjeri Tribe Land Compensation and Cultural Heritage Council überführt, als diese 0,81 km² Land übernahm.
Der Historiker Patrick Wolfe lebte in der Nähe von Coranderrk und die Geschichte beeinflusste seine Arbeit, die maßgeblich für Etablierung des Begriffs Siedlerkolonialismus war. In Traces of History (2016) schreibt er: „Schreckliche Dinge wurden in Coranderrk getan. Wenn ich zum Supermarkt oder zur Post gehe, sehe ich Nachfahren der Menschen, denen diese Dinge angetan wurden. Sie bleiben meist für sich. Sie sind in unserer Stadt, aber nicht Teil von ihr. Sie gehören zum Land der Wurundjeri, in dem ich mich befinde, das aber nicht meines ist.“